# 室蘭やきとり
室蘭やきとり（むろらんやきとり）は、北海道室蘭市の豚肉とタマネギを使用した串焼き料理。豚肉を使用するものの関東地方でいう「やきとん」とは呼ばず、鶏肉やもつを使ったものとの総称で「やきとり」と呼ばれている。

## 概要

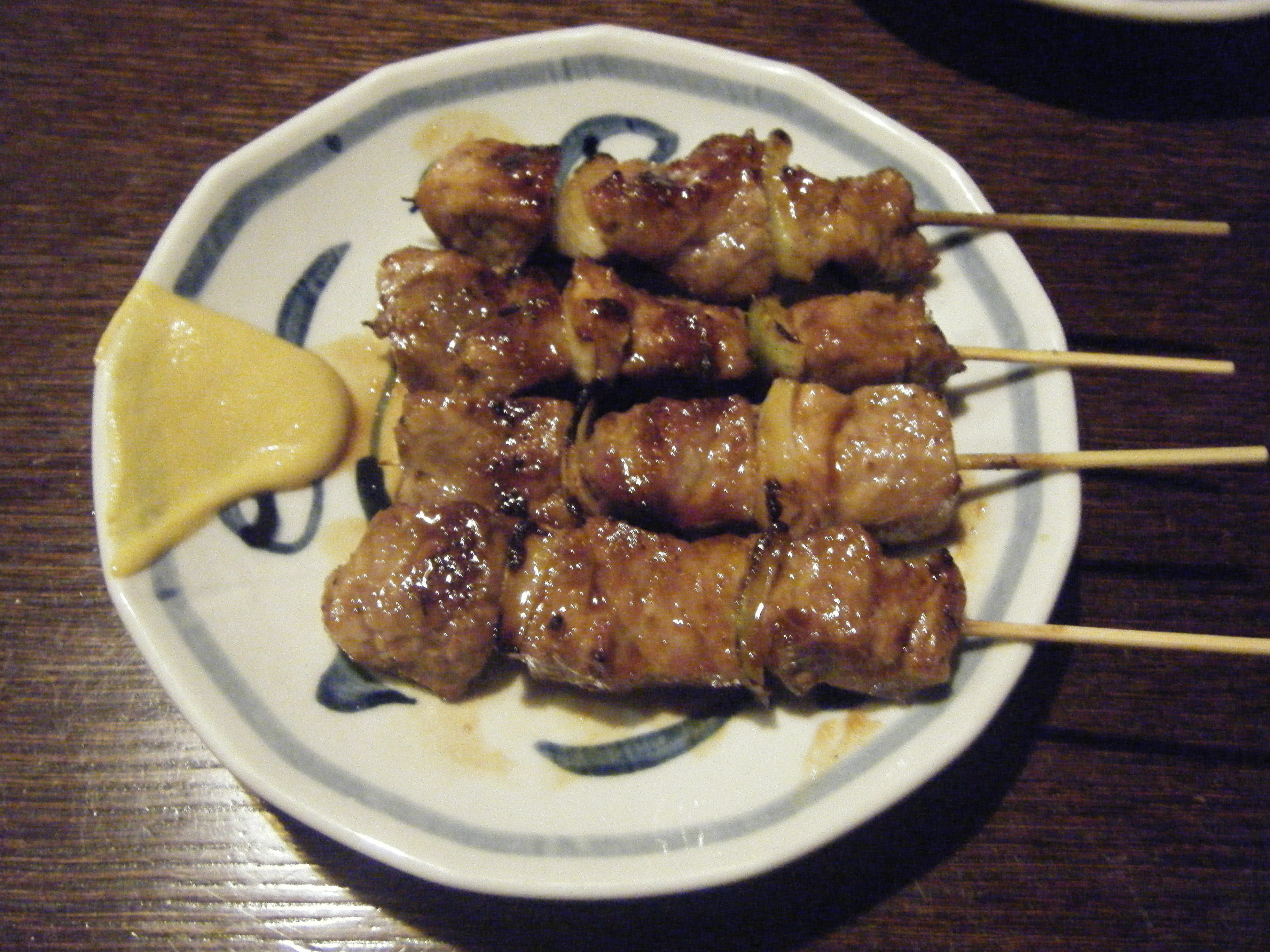
室蘭やきとり

室蘭やきとりは豚精肉とタマネギを竹串に刺し、焼き鳥のように焼いた室蘭市の肉料理で、郷土料理とされている。甘味の強いタレと洋がらし、練りからしで味付けするのが一般的であるが、塩焼きを指定することもできる店が多い。豚肉の肩ロースがよく使われている。ほかに豚トロやサガリなど、他の部位を合わせて提供する店もある。「ねぎま」と書かれている場合、豚肉とタマネギの組み合わせであることが多い。また、メニューには、レバーなどのもつも選択できるようにしてある店もある。
現在、室蘭市では、鶏肉を使用した全国的に一般的な焼き鳥は、「鶏精」、「鶏精肉」と称して、合わせて提供されることが多く、これらも含めて「やきとり」と呼ばれている。

## 歴史
昭和初期、食糧増産のために室蘭では農家が豚を飼うようになった。1933年頃に室蘭市の輪西では豚肉の串焼きの屋台が営業していた。屋台主の一人が1937年に雀などの野鳥の串焼きを売り出す「鳥よし」という店を開店したが、当初から、豚の精肉とモツを使用した串焼きを提供しており、これが「室蘭やきとり」の元祖であるとされている。1939年、日中戦争で大量に必要となった軍靴を豚皮で作るため、養豚が奨励され、豚皮と肉以外は地元で食べてもよいことになったことから、豚のもつ料理を出す店が増えた。
戦後、大量生産に向くブロイラーが導入され、昭和30年代に鶏肉が広く普及するまでは、ほとんどがモツや豚肉の串焼きであり、今でも豚精肉が最も人気のメニューとなっている。
室蘭市内で、54軒の室蘭やきとり店が存在している。近隣の伊達市、登別市や札幌市など、室蘭市以外の地域にも、「室蘭やきとり」の専門店がある。
室蘭の鉄鋼業の労働者たちに愛された料理として、「炭鉄港めし」の一つとして認定されている。